# La Timone (métro de Marseille)
Pour les articles homonymes, voir La Timone.
La Timone est une station de la ligne 1 du métro de Marseille.

## Situation
La station se situe sur le boulevard Jean Moulin près de l’Hôpital de la Timone et de la faculté de médecine. Elle a été le terminus sud de la ligne du 5 septembre 1992, date d'inauguration de la station, jusqu'au 6 mai 2010, date de la mise en service du prolongement jusqu'à La Fourragère.

## Architecture
La station est principalement carrelée de couleur verte, des fresques d'arbres bleus et blancs sont visibles aux entrées ouest de la station, des carreaux jaunes et bleus coté hôpital. Des portraits de célèbres médecins se trouvent à l’étage de validation.

## Sites desservis
- L'Hôpital de la Timone
- La Faculté des sciences médicales et paramédicales de Marseille

## Services
- Service assuré du lundi au dimanche de 5h à 1h.
- Distributeurs de titres: possibilité de régler par billets, pièces, carte bancaire.
- Un parking relais accessible du lundi au samedi de 6h30 à 21h et le dimanche de 8h à 21h, d'une capacité de 350 places.

## Correspondances RTM
Arrêt La Timone
- :Terminus en direction d’Éoures
- :Terminus en direction des Camoins
- :Terminus en direction de La Treille
- :Terminus en direction de La Solitude
- :Terminus en direction de la Gare Saint-Charles
- :Terminus en direction des Catalans
- :De passage en direction d’Euroméditerranée Arenc ou de Rond-Point du Prado
- :Terminus en direction de Les Caillols Hôpital
- :De passage en direction de La Solitude ou de Castellane.
- N1  :De passage en direction du Vieux-Port ou de Luminy Parc National des Calanques.